# Katymár
Katymár je obec v Maďarsku v Báčsko-malokumánské župě v okrese Bácsalmás.

## Poloha
Katymár leží na jihu Maďarska, nedaleko hranic se Srbskem. Bácsalmás - 15 km, Baja - 30 km.